# Војислав Марић
Војислав Марић (Нови Сад, 12. јануар 1930 – Нови Сад, 1. август 2021) био је српски математичар и редован члан САНУ на Одељењу за математику, физику и гео-науке. Оставио је значајан траг у области математичке анализе, а много је допринео и у развитку наставе и научног рада из области математике на Факултету техничких наука Универзитета у Новом Саду.

## Биографија
Дипломирао је на Природно-математичком факултету Универзитета у Београду 1952. године, а докторирао на Филозофском факултету Универзитета у Сарајеву 1957. године. Од 1955. године до пензије прошао је сва звања на Универзитету у Новом Саду. За редовног професора на Факултет техничких наука Универзитета у Новом Саду изабран је 1971. године. Својим идејама и залагањем снажно је допринео развоју Факултета техничких наука – од скромног Машинског факултета до највећег и једног од најзначајнијих факултета у Србији. За свој рад награђен је Повељом са плакетом новосадског Универзитета 1955. године и захвалницом Факултета 2000. године.
За дописног члана Војвођанске академије наука (ВАНУ) изабран је 1987, за дописног члана САНУ 1991, а за редовног члана САНУ 2000. године. Био је секретар Огранка САНУ у Новом Саду (1993−2015), те члан Комисије за издавачку делатност САНУ, Комисије за Статут и Савета Галерије САНУ.  Био је члан Европске академије наука и уметности у Салцбургу и Академије нелинеарних наука из Москве.
Академик Марић је био гостујући професор на више универзитета у свету, међу којима су: Станфордски универзитет (Stanford University, the USA); Математички истраживачки центар Универзитета у Висконсину, Медисон, (Math. Research Center, Madison, Wisconsin, the USA); Универзитет у Кентакију, Лексингтон (University of Kentucky, the USA); Универзитет у Фиренци (Istituto mathematico „Ulisse Dini”); Универзитет у Фукуоки (Fukuoka, Japan), а држао је и предавања као гост Британског савета на универзитетима у Оксфорду (Oxford), Дандију (Dundee), Глазгову (Strathclyde University) и Сент Ендрусу (St. Andrews).
Био је члан Друштва математичара Србије, Америчког математичког друштва и Европског математичког друштва. У Српској енциклопедији и Српском биографском речнику био је уредник струке (математика, физика, астрономија). Рецензирао је радове за више међународних часописа и био дугогодишњи сарадник реферативних часописа Zentralblatt für Mathematik и Mathematical Reviews, за које је написао више десетина приказа. Био је члан Уређивачког одбора едиције Сабрана дела Јована Карамате, где је уредио књигу Jovan Karamata: Selected Papers.